# Coppa delle Coppe dell'AFC 2000-2001
La Coppa delle Coppe dell'AFC 2000-2001 è stata la 11ª edizione della torneo riservato alle squadre vincitrici delle coppe nazionali asiatiche.

## Primo Turno

### West Asia
| Squadra 1           | Totale  | Squadra 2              | Andata  | Ritorno |
| ------------------- | ------- | ---------------------- | ------- | ------- |
| Al-Wahda (San'a')   | 1-10    | Hutteen                | 1-5     | 0-5     |
| Shja'eya Union      | 3-4     | Al Wahdat              | 2-1     | 1-3     |
| Al Safa             | (w/o)1  | Al Arabi               | {{{6}}} | {{{7}}} |
| Al Sadd             | 4-4 (a) | Al-Talaba              | 1-1     | 3-3     |
| Al Wahda            | 3-6     | Esteghlal              | 3-2     | 0-4     |
| SOPFK Kairat Almaty | 3-1     | Regar-TadAZ Tursunzoda | 2-0     | 1-1     |
| Nebitçi Balkanabat  | 7-5     | Dinamo Samarkand       | 4-3     | 3-2     |

1 Al Safa ritirato

### East Asia
| Squadra 1       | Totale | Squadra 2                    | Andata | Ritorno |
| --------------- | ------ | ---------------------------- | ------ | ------- |
| Cang Sai Gon    | 2-0    | SGP Armed Forces             | 0-0    | 2-0     |
| BEC Tero Sasana | 7-1    | Kahuta Research Laboratories | 1-1    | 6-0     |
| Dalian Shide    | 9-1    | Club Valencia                | 8-0    | 1-1     |

## Secondo Turni

### West Asia
| Squadra 1          | Totale | Squadra 2           | Andata | Ritorno |
| ------------------ | ------ | ------------------- | ------ | ------- |
| Hutteen            | 1-2    | Al-Shabab           | 1-0    | 0-2     |
| Al Sadd            | 1-3    | Esteghlal           | 0-1    | 1-2     |
| Al Wahdat          | 2-1    | Al Arabi            | 2-1    | 0-0     |
| Nebitçi Balkanabat | 2-3    | SOPFK Kairat Almaty | 1-0    | 1-3     |

### East Asia
| Squadra 1            | Totale | Squadra 2             | Andata | Ritorno |
| -------------------- | ------ | --------------------- | ------ | ------- |
| Dalian Shide         | 2-1    | Seongnam Ilhwa Chunma | 2-0    | 0-1     |
| Pupuk Kaltim         | 1-5    | BEC Tero Sasana       | 0-1    | 1-4     |
| Cang Sai Gon         | 0-6    | Shimizu S-Pulse       | 0-2    | 0-4     |
| Nagoya Grampus Eight | 6-1    | Happy Valley          | 3-1    | 3-0     |

## Quarti di finale

### West Asia
| Squadra 1           | Totale | Squadra 2 | Andata | Ritorno |
| ------------------- | ------ | --------- | ------ | ------- |
| Al-Shabab           | 3-2    | Al Wahdat | 2-2    | 1-0     |
| SOPFK Kairat Almaty | 0-3    | Esteghlal | 0-0    | 0-3     |

### East Asia
| Squadra 1       | Totale | Squadra 2            | Andata | Ritorno |
| --------------- | ------ | -------------------- | ------ | ------- |
| Dalian Shide    | 1-1(a) | Nagoya Grampus Eight | 0-0    | 1-1     |
| BEC Tero Sasana | 3-5    | Shimizu S-Pulse      | 2-2    | 1-3     |

## Semi-finali
| Arabia Saudita maggio 17, 2001 | Al-Shabab | 3 – 2                                    | Esteghlal | Jeddah |
| \| \| \| \| \| Saeed Al-Owairan 15’ Abdullah Shehan 58’ Khalid Al Dossary 87’ \| Marcatori \| 28’ Mohammad Navazi 60’ Ahmad Momenzadeh \| |           |                                          |           |        |
| |           |                                          |           |        |
| Saeed Al-Owairan 15’ Abdullah Shehan 58’ Khalid Al Dossary 87’                                                                            | Marcatori | 28’ Mohammad Navazi 60’ Ahmad Momenzadeh |           |        |

| Arabia Saudita maggio 17, 2001                                                                             | Dalian Shide | 3 – 2 (aet)                            | Shimizu S-Pulse | Jeddah |
| \| \| \| \| \| Orlando 17’, 59’ Hao Haidong 109’ \| Marcatori \| 18’ Teruyoshi Itō 56’ Daisuke Ichikawa \| |              |                                        |                 |        |
| |              |                                        |                 |        |
| Orlando 17’, 59’ Hao Haidong 109’                                                                          | Marcatori    | 18’ Teruyoshi Itō 56’ Daisuke Ichikawa |                 |        |

## Finale 3º Posto
| Arabia Saudita maggio 19, 2001                                                                           | Shimizu S-Pulse | 3 – 1                       | Esteghlal | Jeddah |
| \| \| \| \| \| Takuma Koga 19’ Takayuki Yokoyama 76’, 90’ \| Marcatori \| 34’ Alireza Vahedi Nikbakht \| |                 |                             |           |        |
| |                 |                             |           |        |
| Takuma Koga 19’ Takayuki Yokoyama 76’, 90’                                                               | Marcatori       | 34’ Alireza Vahedi Nikbakht |           |        |

## Finale
| Arabia Saudita maggio 19, 2001                                                                                         | Al-Shabab | 4 – 2                        | Dalian Shide | Jeddah |
| \| \| \| \| \| Abdullah Al Shahrani 24’ Abdullah Sheehan 25’, 48’, 74’ \| Marcatori \| 27’ Yan Song 90’ Hao Haidong \| |           |                              |              |        |
| |           |                              |              |        |
| Abdullah Al Shahrani 24’ Abdullah Sheehan 25’, 48’, 74’                                                                | Marcatori | 27’ Yan Song 90’ Hao Haidong |              |        |